# Distrito de Nuevo Progreso
El distrito peruano de Nuevo Progreso es uno de los seis distritos que conforman la Provincia de Tocache en el Departamento de San Martín, perteneciente a la Región de San Martín  en el Perú.
Desde el punto de vista jerárquico de la Iglesia católica forma parte de la  Prelatura de Moyobamba, sufragánea de la Metropolitana de Trujillo y  encomendada por la Santa Sede a la Archidiócesis de Toledo en España.

## Historia
El distrito fue creado mediante la ley N.º 24016 el 6 de diciembre de 1984, en el gobierno de Fernando Belaúnde Terry.
Durante los primeros años, la municipalidad provincial de Mariscal Cáceres era la encargada de la administración y la prestación de los servicios públicos del distrito, en tanto se eligiesen e instalen nuevas autoridades.

En el año 1958 se fundó el pueblo ubicada  a la margen del río Huallaga llevando en nombre de puerto “NUEVA ESPERANZA” por ser un lugar paradisiaco, y fue el 21 de octubre de 1960, que se crea como  caserío con el Nombre “NUEVO PROGRESO”.
Los primeros pobladores del actual Distrito fueron mestizos, procedentes de Piscoyacu, Saposoa y Tarapoto; llegaron a mediados del siglo XX, en la búsqueda de la tan codiciada shiringa, oro, caza y pesca. El lugar en ese entonces tenía abundantes especies ictiológicas del río Huallaga y Uchiza, en los riachuelos de Añañahui  y Tipishca existía un banco de oro.
Los fundadores del pueblo se establecieron aproximadamente en 1953, dedicándose exclusivamente a la agricultura (extracción de la shiringa), los primeros fundadores en establecerse fueron las familias Pérez Berríos, Pérez Bardales, Pérez Marichi, Pérez Vela, Mozombite Acuela, Rodríguez Pérez, Flores Torres, Bardales Arévalo, Cárdenas Pérez, Cárdenas Hidalgo, Tuesta Vela, Pérez Encinas, Mozombite Fatama, Ruíz Guevara, Saldaña Pérez, posteriormente llegaron las familias Pinedo Soto, Maldonado Pacheco, Cocha Carrasco, Medrano Lima, Grandez Pérez, Pisco Barrera, Trujillo Isminio, Montoya Silva, entre otros estableciéndose hasta la actualidad.

## Geografía
La capital se encuentra situada a 490 m s. n. m.
Su población es de 10 000 habitantes aproximadamente está ubicado a la margen derecha del rio Huallaga, el valle de su ubicación es bastante productivo, ideal para el cultivo de palma aceitera, líder en producción de cacao que el mundo prefiere; sus vías de acceso son ideales para el turismo y la investigación de la flora y fauna, ya que es una zona de selva pura VIRGEN de bosques perfectamente conservados, se puede conocer las cascadas de Santa Cruz, Manantial de Santa Cruz, Cueva la Cascada, El Mirador el Huallaga,(Circuito Turístico Santa Cruz), Cueva del Sapo, Cueva del Ángel, Cascada el Tunche, Cueva el Vaticano, Laguna Víctor Andrés Belaunde, Laguna de San Jacinto, se realiza pesca en abundancia, para los que deseen practicar canotaje , moto acuática,(Circuito Turístico Manantial) es el lugar perfecto.

## Autoridades

### Municipales
- 2019 - 2022[4]
  - Alcalde: Juan Toribio Victorio, del Partido Democrático Somos Perú.
  - Regidores:

  1. Oscar Mendoza Montenegro (Partido Democrático Somos Perú)
  2. Elmer Valera Cubas (Partido Democrático Somos Perú)
  3. Raquel Noemí Roncal Medina (Partido Democrático Somos Perú)
  4. Luzbia Kettelly Chipana Goñe (Partido Democrático Somos Perú)
  5. Napoleón Mendoza Farro (Vamos Perú)

Alcaldes anteriores
- 2015 - 2018:[5] Sister Esleiter Valera Ramírez, de Nueva Amazonia.